# Gare des Ramassiers
La gare des Ramassiers (dite aussi station Ramassiers), est une halte ferroviaire française de la ligne de Saint-Agne à Auch, située à l'Ouest du territoire de la ville de Toulouse, à proximité de Colomiers, dans le département de la Haute-Garonne en région Occitanie. 
Elle est mise en service en 2003 par la SNCF.
C'est un point d'arrêt sans personnel de la SNCF, exploité dans le cadre de la ligne C du réseau de transports en commun de Toulouse, desservi par des trains TER Occitanie.

## Situation ferroviaire
Établie à 162 mètres d'altitude, la halte des Ramassiers est située au point kilométrique (PK) 14,950 de la ligne de Saint-Agne à Auch, entre les gares de Saint-Martin-du-Touch et de Colomiers.

## Histoire
La « station des Ramassiers » est mise en service le 1er septembre 2003 par la SNCF, lorsqu'elle augmente l'offre de transport de la ligne C. Cette augmentation est réalisée sur le tronçon entre Arènes et Colomiers qui a bénéficié d'un doublement des voies de la ligne de Saint-Agne à Auch. Cela permet la création d'une ligne de desserte urbaine au service cadencé à « un train par demi-heure à horaire fixe ».

## Fréquentation
En 2015, selon les estimations de la SNCF, la fréquentation annuelle de la gare était de 12 025 voyageurs, hors ligne C.
De 2015 à 2020, selon les estimations de la SNCF, la fréquentation annuelle de la gare s'élève aux nombres indiqués dans le tableau ci-dessous hors ligne C :
| Année                          | 2015   | 2016  | 2017  | 2018  | 2019  | 2020   | 2021   | 2022   | 2023   |
| ------------------------------ | ------ | ----- | ----- | ----- | ----- | ------ | ------ | ------ | ------ |
| Voyageurs seuls (hors ligne C) | 12 025 | 9 779 | 6 006 | 6 410 | 9 323 | 10 162 | 10 919 | 12 704 | 15 521 |

## Service des voyageurs

### Accueil
Halte SNCF c'est un point d'arrêt non géré (PANG) à entrée libre. Elle est équipée d'automates pour l'achat de titres de transport.

### Desserte
La halte des Ramassiers est desservie uniquement par les trains omnibus de la ligne C entre les stations de Saint-Cyprien-Arènes et de Colomiers — SNCF, à raison de 22 allers-retours par jour en semaine, cadencés à la demi-heure aux heures de pointe et à l'heure en heures creuses. Le temps de trajet est d'environ dix minutes depuis Arènes et trois minutes depuis Colomiers.

### Intermodalité
Un parc pour les vélos et un parking pour les véhicules y sont aménagés. Elle est desservie par les lignes de bus 32 et 63.